# Aeroportul Dhaalu
Aeroportul Dhaalu (IATA: DDD, ICAO: VRMU) este un aeroport din Maldive.
Situat la o altitudine de 2 m, aeroportul dispune de o singură pistă.